# Misángyi Vilmos
Misángyi Vilmos (Pécs, 1880. január 8. – Teisbach, 1948. április 19.) magyar gépészmérnök, műegyetemi tanár. A Gépészmérnöki Osztály dékánja volt.

## Életpályája
1903-ban diplomázott a budapesti Műegyetemen. 1903–1924 között a MÁV-nál szolgált. 1907-ben műszaki doktori oklevelet nyert a Műegyetemen A maradandó alakváltozásokról című értekezésével. 1909-ben Koppenhágában, 1912-ben New Yorkban az anyagvizsgálók nemzetközi kongresszusán vett részt. 1916–1920 között a kereskedelmi iskola tanárképző tanára volt. 1920–1926 között a MÁV fogyasztási szövetkezetének elnöke volt. 1921-től egyetemi tanár volt. 1924-ben mint MÁV főfelügyelőt hívták meg – Rejtő Sándor utódaként – a Műegyetem Mechanikai Technológiai Tanszékére nyilvános rendes tanárnak. 1924–1945 között a Mechanikai Technológiai Tanszék vezetője volt. 1927-től az Anyagvizsgálók Közlönye szerkesztője volt. Az 1944-1945-ös tanévben a Műegyetem rektoraként – a nyilas kormány utasítására – a Műegyetemet nyugatra akarta telepíteni; a tanári kar ellenállása miatt ez meghiúsult. A diákok és tanárok egy részét katonai behívóval kitelepítették Németországba, hogy a háború után legyen, aki újjáépíti az országot. Diákjaival Németországba távozott. A gépész- és vegyészmérnök hallgatókat Drezdába irányították, ahol átélték Drezda bombázását. Ezután Bajorországban – amennyire a háborús körülmények engedték – az oktatás folytatódott.
Több tanulmánya és önálló munkája jelent meg hazai és külföldi lapokban.

## Művei
- A maradandó alakváltozásokról (Budapest, 1907)[3]
- Rapport entre les déformations permanentes produites par traction et par compression (Koppenhága, 1909)
- Ténacité et malléabilité (Koppenhága, 1909)
- Lisztfeldolgozó iparunk fejlesztésének tanulmányozása (Budapest, 1910)
- The differenees between the déformations of though and of plastic materials (New York, 1912)